# Josef Dischner
Josef Dischner (* 26. September 1872 in Karlsruhe; † 30. Dezember 1949 in Weimar) war ein deutscher Schauspieler, Theaterregisseur und Intendant.

## Leben und Wirken
Dischner begann seine Laufbahn 1892 am Hoftheater Stuttgart. Es folgten Verpflichtungen ans Stadttheater nach Eisenach und ans Meininger Hoftheater, dem er von 1905 bis 1908 angehörte. Danach wirkte der Badener an Spielstätten in Bern, Königsberg (Neues Schauspielhaus) und Hannover (Deutsches Theater). Zu seinen frühen Charakterrollen zählen der Traumulus, der Wurzelsepp, der Prell, der Wettingen, der Marinelli und der Shylock. Später wechselte Dischner zur Regie, wurde Oberspielleiter und stand ab 1912 mehrere Jahre lang dem Deutschen Theater in Libau vor.
In den 20er und 30er Jahren wirkte Dischner hin und wieder auch in Kinofilmen mit, kam jedoch nie über Episodenrollen hinaus. Mit 65 zog sich der bis zu ihrem Tode im August 1933 mit der Schauspielerin Margarete Dischner, geb. Franke, verheiratete Künstler in den Ruhestand zurück.
Zuletzt lebte der Schauspieler zurückgezogen im Weimarer Marie-Seebach-Stift, dem er zwölf Jahre als Obmann angehörte. In einem Nachruf hieß es: „Dieser liebenswerte Kollege war die wandelnde Theaterchronik. Sein lebhafter Briefwechsel verband ihn mit unendlich vielen Kollegen. Sein reiches Wissen und seine Theaterfreudigkeit hat das geistige Leben im Stift im besten Sinne befruchtet.“

## Filmografie
- 1922: Die schwarze Schachdame
- 1924: Die Radio-Heirat
- 1924: Neuland
- 1930: Der weiße Gott / Eskimo
- 1932: Das erste Recht des Kindes
- 1935: Mach mich glücklich
- 1937: Gordian, der Tyrann